# Wahlen zum Senat der Vereinigten Staaten 2018
Bei den Wahlen zum Senat der Vereinigten Staaten 2018 wurden planmäßig am 6. November 2018 – Dienstag nach dem ersten Montag im November – die Zusammensetzung dieser oberen Kammer des Kongresses der Vereinigten Staaten bestimmt. Dabei standen 35 der 100 Senatssitze zur Wahl, regulär die 33 Senatoren der Klasse I und außerordentliche Wahlen in Minnesota (für das Mandat des zurückgetretenen Al Franken) und in Mississippi (für den Sitz des zurückgetretenen Thad Cochran). Gewählt wurden die Senatoren durch Direktwahl auf sechs Jahre von den Wahlberechtigten des jeweiligen Bundesstaates, den sie im Senat der Vereinigten Staaten repräsentieren. In seiner neuen Zusammensetzung trat der Senat des 116. Kongresses erstmals am 3. Januar 2019 zusammen.
Die Senatswahl fand gleichzeitig zu weiteren Wahlen in den Vereinigten Staaten statt, darunter der Repräsentantenhauswahl.
Bei der letzten regulären Wahl der Senatoren der Klasse I im Jahr 2012 konnten die Demokraten mit einem Zuwachs von zwei Mandaten die Mehrheit verteidigen. Bei den zwei darauf folgenden Wahlen der Senatoren der Klasse II – im Jahr 2014 – und der Senatoren der Klasse III – im Jahr 2016 – verloren die Demokraten die Mehrheit und die Republikaner stellten die Mehrheit.
Bei der Wahl konnten die Republikaner zwei Sitze dazugewinnen und ihre Mehrheit ausbauen.

## Ablauf und Kandidaten
Zwischen März und September 2018 fanden die parteiinternen Vorwahlen zur Bestimmung der jeweiligen Kandidaten für die Hauptwahl statt. Die Wahlen werden je nach Bundesstaatsrecht nach unterschiedlichen Verfahren abgehalten.
Der aktuelle Senat bestand bis zur Amtsübernahme der aus den Wahlen von 2018 hervorgegangenen Senatoren aus 51 Republikanern und 47 Demokraten. Zwei Senatoren (Angus King aus Maine und Bernie Sanders aus Vermont) waren als Unabhängige gewählt worden, gehören aber der demokratischen Fraktion im Senat an. Daher brauchten die Demokraten mindestens zwei neu hinzu gewonnene Senatssitze, um die Mehrheit im 116. Kongress der Vereinigten Staaten zu erlangen, die sie nach der Wahl 2014 verloren hatten und auch durch die Wahl 2016 nicht wiedererlangen konnten. Alle 23 demokratischen Senatoren dieser Klasse traten 2018 zur Wiederwahl an. Bei den Republikanern stellten sich fünf von acht Mandatsinhabern der Wiederwahl, während die Senatoren aus Tennessee, Arizona und Utah – Bob Corker, Jeff Flake und Orrin Hatch – nicht wieder antraten.
Zusätzlich fanden am selben Tag in Minnesota und Mississippi außerordentliche Nachwahlen statt (Rücktritte der Mandatsinhaber Al Franken und Thad Cochran). In beiden Bundesstaaten traten die jeweils von den Gouverneuren ernannten Interimssenatoren, Tina Smith in Minnesota und Cindy Hyde-Smith in Mississippi, zur Nachwahl an.

## Ausgangslage

Ausgangslage der US-Bundesstaaten:
Die außerordentlichen Nachwahlen sind durch zusätzliche Rechtecke gekennzeichnet.

Die strukturellen Voraussetzungen waren ungünstig für die Demokraten, da sie deutlich mehr Mandate verteidigen mussten als die Republikaner (23 zu 8 und je eine Nachwahl). Zehn der Demokraten stellten sich in Bundesstaaten zur Wahl, die 2016 an den republikanischen Präsidentschaftskandidaten Donald Trump gegangen waren, während nur einer der republikanischen Senatoren (Dean Heller, Nevada) in einem Bundesstaat antrat, den die demokratische Kandidatin Hillary Clinton gewonnen hatte. Im April 2018 hatten alle zehn bedrohten Demokraten an Wahlkampfspenden jeweils einen deutlichen Vorsprung vor ihren republikanischen Herausforderern, während demokratische Herausforderer in vier Staaten mit bisher republikanischen Senatoren (Nevada, Texas, Arizona, Tennessee) über so gute Spendeneinnahmen verfügten, dass sie dort konkurrieren konnten.
Zudem gab es in keinem der elf Staaten, die von den Republikanern als Angriffsziele ausgemacht wurden, eine ernsthafte Herausforderung des jeweiligen demokratischen Favoriten durch den linken Parteiflügel, was nach der gespaltenen Präsidentschaftsvorwahl 2016 zwischen der Establishmentkandidatin Hillary Clinton und dem linken Herausforderer Bernie Sanders erwartet worden war. Eine Analyse von McClatchy DC führte das darauf zurück, dass die Senatoren der Demokraten nach den Wahlen 2016 in allen wesentlichen Sachfragen, insbesondere der Erhaltung der Gesundheitsreform Obamacare und der Ablehnung der Steuerreform der Republikaner, geschlossen geblieben waren.

## Ergebnisse
Die Republikaner konnten ihre bisherige Mehrheit von 51 Sitzen im Senat (insgesamt 100 Sitze) auf 53 Sitze ausbauen. Die meisten bisherigen Senatoren wurden wiedergewählt. Die Republikaner gewannen vier Sitze von bisherigen Mandatsinhabern der Demokraten hinzu, nämlich in Florida, Indiana, Missouri und North Dakota, während die Demokraten zwei Sitze bisheriger republikanischer Mandatsinhaber gewannen, nämlich in Nevada und Arizona. Dabei hatte die Auszählung in Florida einen so knappen Vorsprung des Republikaners Rick Scott ergeben, dass Nachzählungen durch Maschinen und anschließend von Hand angeordnet wurden. Scott siegte schließlich mit etwa 10.000 Stimmen Vorsprung bei 8,3 Millionen insgesamt abgegebenen Stimmen, was 0,12 Prozent entspricht. Am 27. November 2018 setzte sich in Mississippi die republikanische Mandatsinhaberin Cindy Hyde-Smith gegen den demokratischen Herausforderer Mike Espy durch, nachdem keiner von beiden im ersten Wahlgang die erforderliche absolute Mehrheit erreicht hatte.

### Arizona
Der amtierende Republikaner Jeff Flake wurde bei der Senatswahl 2012 gewählt. Bei der Wahl trat er nicht mehr an.
Die Demokratin Kyrsten Sinema konnte den Sitz gegen die republikanische Kandidatin Martha McSally gewinnen.
Da bei der Senatswahl 2016 der Republikaner John McCain den anderen Senatorensitz von Arizona verteidigen konnte, entsendet Arizona einen demokratischen und einen republikanischen Senator in den US-Senat.

### Connecticut
Der amtierende Demokrat Chris Murphy wurde bei der Senatswahl 2012 gewählt.
Bei der Wahl konnte er seinen Sitz gegen den Republikaner Matthew Corey verteidigen.
Da bei der Senatswahl 2016 der Demokrat Richard Blumenthal den anderen Senatorensitz von Connecticut verteidigen konnte, entsendet Connecticut zwei demokratische Senatoren in den US-Senat.

### Delaware
Der amtierende Demokrat Tom Carper wurde bei der Senatswahl 2012 wiedergewählt.
Bei der Wahl konnte er seinen Sitz gegen den Republikaner Rob Arlett verteidigen.
Da bei der Senatswahl 2014 der Demokrat Chris Coons den anderen Senatorensitz von Delaware verteidigen konnte, entsendet Delaware zwei demokratische Senatoren in den US-Senat.

### Florida
Der amtierende Demokrat Bill Nelson wurde bei der Senatswahl 2012 wiedergewählt.
Bei der Wahl verlor er knapp seinen Sitz gegen den Republikaner Rick Scott.
Da bei der Senatswahl 2016 der Republikaner Marco Rubio den anderen Senatorensitz von Florida verteidigen konnte, entsendet Florida zwei republikanische Senatoren in den US-Senat.

### Hawaii
Die amtierende Demokratin Mazie Hirono wurde bei der Senatswahl 2012 gewählt.
Bei der Wahl konnte sie ihren Sitz gegen den Republikaner Ron Curtis verteidigen.
Da bei der Senatswahl 2016 der Demokrat Brian Schatz den anderen Senatorensitz von Hawaii verteidigen konnte, entsendet Hawaii zwei demokratische Senatoren in den US-Senat.

### Indiana
Der amtierende Demokrat Joe Donnelly wurde bei der Senatswahl 2012 gewählt.
Bei der Wahl verlor er seinen Sitz gegen den Republikaner Mike Braun.
Da bei der Senatswahl 2016 der Republikaner Todd Young den anderen Senatorensitz von Indiana gewinnen konnte, entsendet Indiana zwei republikanische Senatoren in den US-Senat.

### Kalifornien
Die amtierende Demokratin Dianne Feinstein wurde bei der Senatswahl 2012 wiedergewählt.
Bei der Wahl konnte sie ihren Sitz gegen den Demokraten Kevin de León verteidigen.
Da bei der Senatswahl 2016 die Demokratin Kamala Harris den anderen Senatorensitz von Kalifornien gewinnen konnte, entsendet Kalifornien zwei demokratisch Senatoren in den US-Senat.

### Maine
Der amtierende unabhängige Senator Angus King wurde bei der Senatswahl 2012 gewählt.
Bei der Wahl konnte er seinen Sitz gegen den Republikaner Eric Brakey und den Demokraten Zak Ringelstein verteidigen.
Da bei der Senatswahl 2014 die Republikanerin Susan Collins den anderen Senatorensitz von Maine verteidigen konnte, entsendet Maine einen unabhängigen und einen republikanischen Senatoren in den US-Senat.

### Maryland
Der amtierende Demokrat Ben Cardin wurde bei der Senatswahl 2012 wiedergewählt.
Bei der Wahl konnte er seinen Sitz gegen den Republikaner Tony Campbell verteidigen.
Da bei der Senatswahl 2016 der Demokrat Chris Van Hollen den anderen Senatorensitz von Maryland gewinnen konnte, entsendet Maryland zwei demokratische Senatoren in den US-Senat.

### Massachusetts
Die amtierende Demokratin Elizabeth Warren wurde bei der Senatswahl 2012 gewählt.
Bei der Wahl konnte sie ihren Sitz gegen den Republikaner Geoff Diehl verteidigen.
Da bei der Senatswahl 2014 der Demokrat Ed Markey den anderen Senatorensitz von Massachusetts gewinnen konnte, entsendet Massachusetts zwei demokratische Senatoren in den US-Senat.

### Michigan
Die amtierende Demokratin Debbie Stabenow wurde bei der Senatswahl 2012 wiedergewählt.
Bei der Wahl konnte sie ihren Sitz gegen den Republikaner John E. James verteidigen.
Da bei der Senatswahl 2014 der Demokrat Gary Peters den anderen Senatorensitz von Michigan gewinnen konnte, entsendet Michigan zwei demokratische Senatoren in den US-Senat.

### Minnesota

#### Reguläre Wahl
Die amtierende Demokratin der Demokratischen Bauern- und Arbeiterpartei Minnesotas Amy Klobuchar wurde bei der Senatswahl 2012 wiedergewählt.
Bei der Wahl konnte sie ihren Sitz gegen den Republikaner Jim Newberger verteidigen.
Da bei der gleichzeitig stattfindenden Wahl die Demokratin Tina Smith den anderen Senatorensitz von Minnesota verteidigen konnte, entsendet Minnesota zwei demokratische Senatoren in den US-Senat.

#### Außerordentliche Wahl
Darüber hinaus fand eine außerordentliche Nachwahl um einen Senatssitz der Klasse II zwischen Amtsinhaberin Tina Smith, Karin Housley und Sarah Wellington statt.
Die Demokratin der Demokratischen Bauern- und Arbeiterpartei Minnesotas Tina Smith konnte diese für sich entscheiden.

### Mississippi

#### Reguläre Wahl
Der amtierende Republikaner Roger Wicker wurde bei der Senatswahl 2012 wiedergewählt.
Bei der Wahl konnte er seinen Sitz gegen den Demokraten David Baria verteidigen.
Da bei der gleichzeitig stattfindenden Wahl die Republikanerin Cindy Hyde-Smith den anderen Senatorensitz von Mississippi verteidigen konnte, entsendet Mississippi zwei republikanische Senatoren in den US-Senat.

#### Außerordentliche Wahl
Darüber hinaus fand eine außerordentliche Nachwahl um einen Senatssitz der Klasse II zwischen Amtsinhaberin Cindy Hyde-Smith, Mike Espy und Chris McDaniel statt.

##### Stichwahl
Da keiner der Kandidaten die absolute Mehrheit erhielt, musste eine Stichwahl durchgeführt werden. Diese wurde am 27. November 2018 durchgeführt.
Die Republikanerin Cindy Hyde-Smith konnte diese für sich entscheiden.

### Missouri
Die amtierende Demokratin Claire McCaskill wurde bei der Senatswahl 2012 wiedergewählt.
Bei der Wahl verlor sie ihren Sitz gegen den Republikaner Josh Hawley.
Da bei der Senatswahl 2016 der Republikaner Roy Blunt den anderen Senatorensitz von Missouri verteidigen konnte, entsendet Missouri zwei republikanischen Senatoren in den US-Senat.

### Montana
Der amtierende Demokrat Jon Tester wurde bei der Senatswahl 2012 wiedergewählt.
Bei der Wahl konnte er seinen Sitz gegen den Republikaner Matt Rosendale verteidigen.
Da bei der Senatswahl 2014 der Republikaner Steve Daines den anderen Senatorensitz von Montana gewinnen konnte, entsendet Montana einen demokratischen und einen republikanischen Senator in den US-Senat.

### Nebraska
Die amtierende Republikanerin Deb Fischer wurde bei der Senatswahl 2012 gewählt.
Bei der Wahl konnte sie ihren Sitz gegen die Demokratin Jane Raybould verteidigen.
Da bei der Senatswahl 2014 der Republikaner Ben Sasse den anderen Senatorensitz von Nebraska gewinnen konnte, entsendet Nebraska zwei republikanische Senatoren in den US-Senat.

### Nevada
Der amtierende Republikaner Dean Heller wurde bei der Senatswahl 2012 wiedergewählt.
Bei der Wahl verlor er seinen Sitz gegen die Demokratin Jacky Rosen.
Da bei der Senatswahl 2016 die Demokratin Catherine Cortez Masto den anderen Senatorensitz von Nevada gewinnen konnte, entsendet Nevada zwei demokratische Senatoren in den US-Senat.

### New Jersey
Der amtierende Demokrat Bob Menendez wurde bei der Senatswahl 2012 wiedergewählt.
Bei der Wahl konnte er seinen Sitz gegen den Republikaner Bob Hugin verteidigen.
Da bei der Senatswahl 2014 der Demokrat Cory Booker den anderen Senatorensitz von New Jersey verteidigen konnte, entsendet New Jersey zwei demokratische Senatoren in den US-Senat.

### New Mexico
Der amtierende Demokrat Martin Heinrich wurde bei der Senatswahl 2012 gewählt.
Bei der Wahl konnte er seinen Sitz gegen den Republikaner Mick Rich und den libertären Kandidaten Gary E. Johnson verteidigen.
Da bei der Senatswahl 2014 der Demokrat Tom Udall den anderen Senatorensitz von New Mexico verteidigen konnte, entsendet New Mexico zwei demokratische Senatoren in den US-Senat.

### New York
Der amtierende Demokrat Kirsten Gillibrand wurde bei der Senatswahl 2012 wiedergewählt.
Bei der Wahl konnte sie ihren Sitz gegen die Republikanerin Chele Chiavacci Farley verteidigen.
Da bei der Senatswahl 2016 der Demokrat Chuck Schumer den anderen Senatorensitz von New York verteidigen konnte, entsendet New York zwei demokratische Senatoren in den US-Senat.

### North Dakota
Die amtierende Demokratin der North Dakota Demokraten Heidi Heitkamp wurde bei der Senatswahl 2012 gewählt.
Bei der Wahl verlor sie ihren Sitz gegen den Republikaner Kevin Cramer.
Da bei der Senatswahl 2016 der Republikaner John Hoeven den anderen Senatorensitz von North Dakota verteidigen konnte, entsendet North Dakota zwei republikanische Senatoren in den US-Senat.

### Ohio
Der amtierende Demokrat Sherrod Brown wurde bei der Senatswahl 2012 wiedergewählt.
Bei der Wahl konnte er seinen Sitz gegen den Republikaner Jim Renacci verteidigen.
Da bei der Senatswahl 2016 der Republikaner Rob Portman den anderen Senatorensitz von Ohio verteidigen konnte, entsendet Ohio einen demokratischen und einen republikanischen Senator in den US-Senat.

### Pennsylvania
Der amtierende Demokrat Bob Casey wurde bei der Senatswahl 2012 wiedergewählt.
Bei der Wahl konnte er seinen Sitz gegen den Republikaner Lou Barletta verteidigen.
Da bei der Senatswahl 2016 der Republikaner Pat Toomey den anderen Senatorensitz von Pennsylvania verteidigen konnte, entsendet Pennsylvania einen demokratischen und einen republikanischen Senator in den US-Senat.

### Rhode Island
Der amtierende Demokrat Sheldon Whitehouse wurde bei der Senatswahl 2012 wiedergewählt.
Bei der Wahl konnte er seinen Sitz gegen den Republikaner Robert Flanders verteidigen.
Da bei der Senatswahl 2014 der Demokrat Jack Reed den anderen Senatorensitz von Rhode Island verteidigen konnte, entsendet Rhode Island zwei demokratische Senatoren in den US-Senat.

### Tennessee
Der amtierende Republikaner Bob Corker wurde bei der Senatswahl 2012 wiedergewählt. Bei der Wahl trat er nicht mehr an.
Die Republikanerin Marsha Blackburn konnte den Sitz gegen den Demokraten Phil Bredesen gewinnen.
Da bei der Senatswahl 2014 der Republikaner Lamar Alexander den anderen Senatorensitz von Tennessee verteidigen konnte, entsendet Tennessee zwei republikanische Senatoren in den US-Senat.

### Texas
Der amtierende Republikaner Ted Cruz wurde bei der Senatswahl 2012 erstmals gewählt.
Bei der Wahl konnte er seinen Sitz gegen den Demokraten Beto O’Rourke verteidigen.
Da bei der Senatswahl 2014 der Republikaner John Cornyn den anderen Senatorensitz von Texas verteidigen konnte, entsendet Texas zwei republikanische Senatoren in den US-Senat.

### Utah
Der amtierende Republikaner Orrin Hatch wurde bei der Senatswahl 2012 wiedergewählt. Bei der Wahl trat er nicht mehr an.
Der Republikaner Mitt Romney konnte den Sitz gegen die Demokratin Jenny Wilson gewinnen.
Da bei der Senatswahl 2016 der Republikaner Mike Lee den anderen Senatorensitz von Utah verteidigen konnte, entsendet Utah zwei republikanische Senatoren in den US-Senat.

### Vermont
Der amtierende unabhängige Senator Bernie Sanders wurde bei der Senatswahl 2012 wiedergewählt.
Bei der Wahl konnte er seinen Sitz gegen den Republikaner Lawrence Zupan verteidigen.
Da bei der Senatswahl 2016 der Demokrat Patrick Leahy den anderen Senatorensitz von Vermont verteidigen konnte, entsendet Vermont einen unabhängigen und einen demokratischen Senator in den US-Senat.

### Virginia
Der amtierende Demokrat Tim Kaine wurde bei der Senatswahl 2012 gewählt.
Bei der Wahl konnte er seinen Sitz gegen den Republikaner Corey Stewart verteidigen.
Da bei der Senatswahl 2014 der Demokrat Mark Warner den anderen Senatorensitz von Virginia verteidigen konnte, entsendet Virginia zwei demokratische Senatoren in den US-Senat.

### Washington
Die amtierende Demokratin Maria Cantwell wurde bei der Senatswahl 2012 wiedergewählt.
Bei der Wahl konnte sie ihren Sitz gegen die Republikanerin Susan Hutchison verteidigen.
Da bei der Senatswahl 2016 die Demokratin Patty Murray den anderen Senatorensitz von Washington verteidigen konnte, entsendet Washington zwei demokratische Senatoren in den US-Senat.

### West Virginia
Der amtierende Demokrat Joe Manchin wurde bei der Senatswahl 2012 wiedergewählt.
Bei der Wahl konnte er seinen Sitz gegen den Republikaner Patrick Morrisey verteidigen.
Da bei der Senatswahl 2014 die Republikanerin Shelley Moore Capito den anderen Senatorensitz von West Virginia gewinnen konnte, entsendet West Virginia einen demokratischen und einen republikanischen Senator in den US-Senat.

### Wisconsin
Die amtierende Demokratin Tammy Baldwin wurde bei der Senatswahl 2012 gewählt.
Bei der Wahl konnte sie ihren Sitz gegen die Republikanerin Leah Vukmir verteidigen.
Da bei der Senatswahl 2016 der Republikaner Ron Johnson den anderen Senatorensitz von Wisconsin verteidigen konnte, entsendet Wisconsin einen demokratischen und einen republikanischen Senator in den US-Senat.

### Wyoming
Der amtierende Republikaner John Barrasso wurde bei der Senatswahl 2012 wiedergewählt.
Bei der Wahl konnte er seinen Sitz gegen den Demokraten Gary Trauner verteidigen.
Da bei der Senatswahl 2014 der Republikaner Mike Enzi den anderen Senatorensitz von Wyoming verteidigen konnte, entsendet Wyoming zwei republikanische Senatoren in den US-Senat.

## Einordnung
Das für die Demokraten enttäuschende Wahlergebnis wurde von Analysten unterschiedlich bewertet. Harry Enten wies bei CNN.com darauf hin, dass die Demokraten 69 Prozent der Senatswahlen 2018 für sich entschieden und damit einen höheren Siegesanteil erreichten als bei allen außer 5 der 27 Senatswahlen seit Einführung der Volkswahl 1914 und einen leicht höheren Anteil erhielten als bei der besonders erfolgreichen Senatswahl 1974 (68 Prozent); bei den republikanischen wave elections 2010 und 2014 gewannen deren Kandidaten 65 und 67 Prozent der zur Wahl stehenden Senatssitze. Wenn man die Ergebnisse der Senatswahlen seit 1982 in Beziehung setze zu den nach den Präsidentschaftswahlergebnissen in den jeweiligen Bundesstaaten zu erwartenden Ergebnissen, schnitten demnach die Demokraten 7 Prozentpunkte besser ab. Auch laut FiveThirtyEight schnitten die Demokraten bei allen umkämpften Senatswahlkämpfen 2018 besser ab, als es das bisherige Wahlverhalten des jeweiligen Bundesstaates hätte erwarten lassen. Auf der anderen Seite wies Sean Trende bei RealClearPolitics darauf hin, dass es erstmals seit 1934 der Partei des Präsidenten bei Halbzeitwahlen gelungen sei, vier Mandatsinhaber der Oppositionspartei zu besiegen. Und obwohl die Demokraten gerade in roten Staaten besser abschnitten als üblich und ihre Wähler so gut mobilisieren konnten wie seit Jahren nicht, gelang es ihnen in vier Staaten nicht, ihre Mandatsinhaber zu retten, was NBC News auf die starke Polarisierung der Politik unter Präsident Trump zurückführte; das lasse darauf schließen, dass die Demokraten mit diesem Ergebnis ihr Maximum erreicht hätten und in Donald Trumps Präsidentschaft mit besseren Ergebnissen in strukturell republikanisch geneigten Gebieten nicht rechnen dürften.